# Xamhat

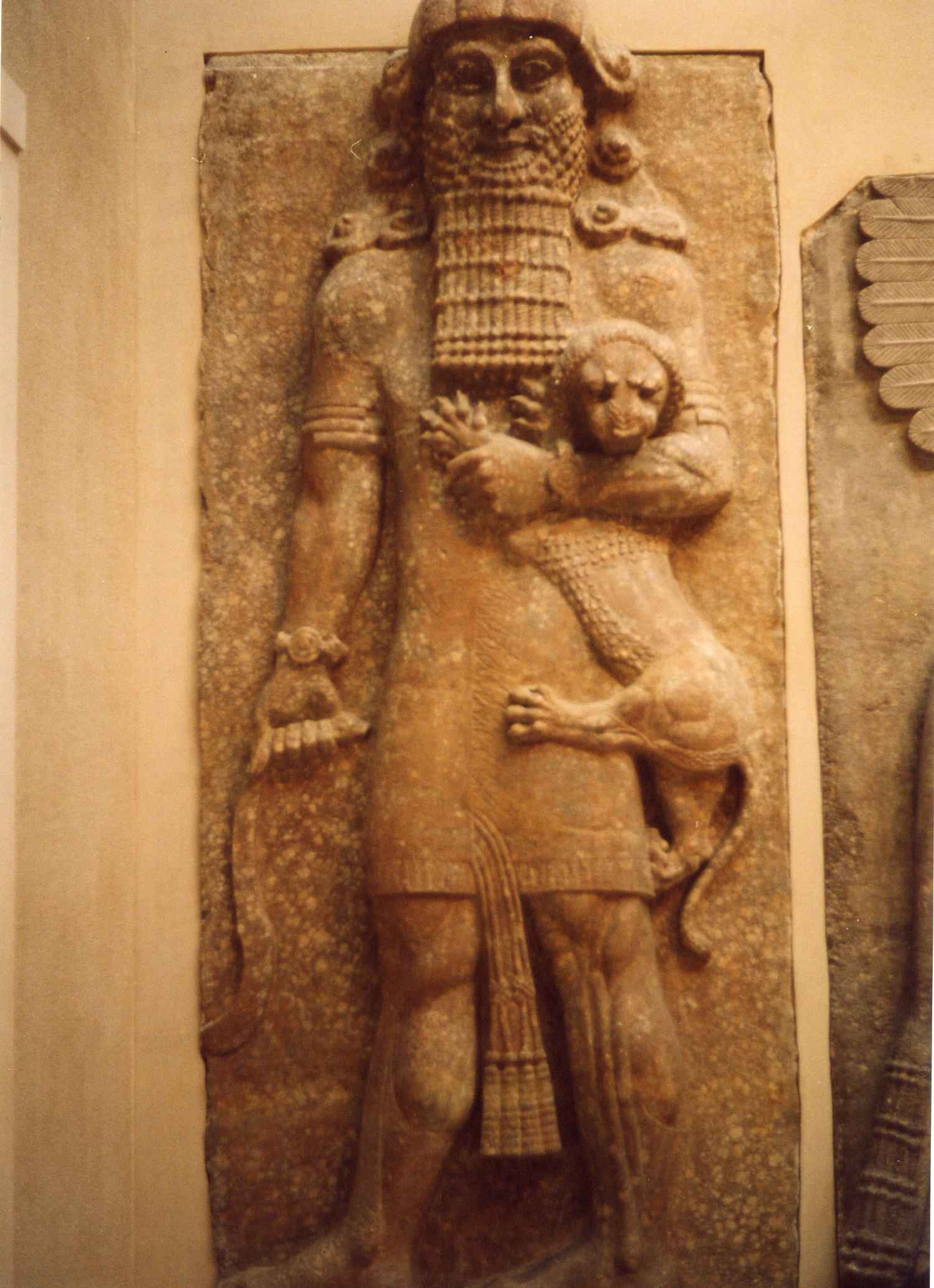
Aquesta escultura representa una poderosa imatge d'un heroi (Enkidu) que domina un lleó

Xamhat (o Šamhat, també anomenada Xamkat en l'antiga versió babilònica del Guilgameix) és un personatge femení que apareix en les tauletes I i II de l'Epopeia de Guilgameix i s'esmenta en la Tauleta VII. És una prostituta sagrada o naditu, que juga un paper important quan posa l'home salvatge Enkidu en contacte amb la civilització.

## En l'Epopeia de Guilgameix
Xamhat té un paper primordial en la Tauleta I, perquè és l'encarregada d'ensinistrar Enkidu, creat pels déus com a rival del poderós Guilgameix.
Els textos li atorguen el kuzbu o atractiu sexual, que empra per a temptar Enkidu i traure'l del seu estat salvatge, civilitzant-lo amb relacions sexuals continuades. Per desgràcia per a Enkidu, després de gaudir amb Xamhat durant "sis dies i set nits", els seus antics companys, els animals salvatges, li fugen aterrits quan s'apleguen al pou on solien beure. Xamhat el convenç que la seguisca i entre en el món civilitzat de la ciutat d'Uruk, on governa Guilgameix, de manera que rebutge la seua antiga vida salvatge que compartia amb els animals als turons. D'ara endavant, Guilgameix i Enkidu sostenen vincles d'amistat profunds. Comparteixen moltes aventures, començant pel Bosc de Cedres i la seua trobada amb Huwawa.

## Importància
La paraula que designa aquest personatge, Xamhat, és la forma femenina de l'adjectiu accadi šamhu, que prové del verb šamāhu, que es podria traduir per 'ser magnífic'. Per tant, el seu nom es traduiria per 'la magnífica'.
El seu rol de traure a Enkidu del seu estat salvatge i dur-lo a la civilització mitjançant el sexe ha estat molt debatut. Rivkah Harris opina que "el paper intermedi de Xamhat en la transformació d'Enkidu d'un individu a gust en la natura i els animals salvatges, a un ésser humà és crucial". Segons el classicista Paul Friedrich, les habilitats sexuals de Shamhat estableixen "la connexió entre la sensualitat sofisticada o artística, i la civilització". La seua habilitat sexual duu a Enkidu a entendre com els impulsos animals bàsics es poden transformar en una cosa sofisticada o "civilitzada". Els mesopotàmics pensaven que la prostitució era un dels trets bàsics de la civilització: "un representant principal de la vida urbana". Xamhat després es converteix en la "mare" civil d'Enkidu, i li ensenya els conceptes bàsics de la vida civilitzada: menjar, beure vi i vestir-se.(1)